# Katja Mahnič
Katja Mahnič (r. Žvanut), slovenska umetnostna zgodovinarka, * 6. november 1971, Kranj. 
Katja Mahnič, rojena Žvanut, je leta 1997 na Oddelku za umetnostno zgodovino Filozofske fakultete v Ljubljani diplomirala z nalogo Pečati grofov in knezov Celjskih. Zvesti sopotnik: pečat kot simbol in del identitete srednjeveškega plemiča. Na istem oddelku je leta 2001 uspešno zagovarjala tudi doktorsko delo z naslovom Podoba kot sporočilo: izbrani likovni viri za evropsko zgodovino od pozne antike do romanike.
Po zaključku dodiplomskega študija je med 9. 1. 1998 in 31. 8. 1998 poučevala umetnostno vzgojo na Srednji trgovski šoli v Ljubljani. Od 1. 11. 1998 do 31. 10. 2001 je bila kot mlada raziskovalka zaposlena v Narodnem muzeju Slovenije. V šolskem letu 2001/2002 pa je poučevala umetnostno zgodovino na Srednji šoli za oblikovanje in fotografijo v Ljubljani. Od 1. 1. 2003 je redno zaposlena na Oddelku za umetnostno zgodovino Filozofske fakultete Univerze v Ljubljani.